# Life Goes On (BTS)
Life Goes On è un singolo del gruppo musicale sudcoreano BTS, pubblicato il 20 novembre 2020 come secondo estratto dal nono album in studio Be.

## Descrizione
Il titolo del singolo è stato annunciato il 31 ottobre 2020 dalla Big Hit Entertainment su Twitter. Due giorni dopo sono stati aperti i pre-ordini delle edizioni limitate su vinile e musicassetta.
Musicalmente, Life Goes On è una traccia alternative hip hop nella cui base strumentale è presente una chitarra acustica. In conferenza stampa, RM l'ha indicata come cuore dell'album e ha spiegato che ha "le stesse radici di Dynamite [...] con un po' più di peso, ma offre una fonte gentile e genuina di conforto". Il gruppo ha iniziato a scriverla sviluppandola contemporaneamente attorno a due temi, "carry on" e "life goes on", prima di concentrarsi sul secondo, trovandolo più adatto. I testi, sia resilienti che rassegnati, parlano della nostalgia per tempi migliori e dell'estate perduta a causa delle misure di confinamento dovute alla pandemia di COVID-19; il loro significato è amplificato acusticamente ponendo enfasi sulla respirazione, con una forte emissione d'aria dopo "quando sarà arrivato l'inverno, esaliamo un fiato più caldo", e l'utilizzo di parole coreane che terminano con le vocali aperte ㅏ (a) e ㅓ (ʌ / ɔ), richiamando gli atti di inspirazione ed espirazione. Il verso "la primavera non ha saputo aspettare / Si è presentata senza neanche un minuto di ritardo" è una possibile allusione al brano del 2017 Spring Day, che si augurava il ritorno della primavera dopo un inverno gelido, mentre il rap di Suga rimanda al brano People, anch'esso incentrato su una visione ottimistica dei capricci della vita, dal suo mixtape del 2020 D-2.

## Esibizioni dal vivo
La prima esibizione dal vivo di Life Goes On è stata registrata allo stadio olimpico di Seul e trasmessa il 22 novembre 2020 agli American Music Awards. Il gruppo è inoltre apparso il giorno seguente a Good Morning America, cantando da una ricostruzione della casa in cui è stato girato il videoclip, al The Late Late Show with James Corden il 24 novembre e ai Melon Music Award il 5 dicembre.
Il 6 dicembre 2020 Life Goes On è stata portata agli Mnet Asian Music Award; la performance ha utilizzato la tecnologia volumetrica per riprodurre sul palco una copia di Suga, assente dall'evento per motivi di salute.

## Video musicali
Il video musicale di Life Goes On, diretto da Jungkook dei BTS, è stato caricato su YouTube in concomitanza con l'uscita del singolo e rappresenta la situazione di stasi causata dalla pandemia, seguendo i membri dei BTS durante la loro vita quotidiana in casa, mentre, in pigiama, videogiocano e guardano in televisione il filmato di un viaggio fatto insieme. In una ripresa differente, sono seduti in auto mentre V guida per le strade deserte di Seul, passando davanti allo Stadio Olimpico vuoto, ultima tappa del tour del 2019 e prima tappa di quello, cancellato, del 2020. Nella scena finale, girata in bianco e nero, il gruppo canta in una sala concerti vuota. Natasha Mulenga di Teen Vogue l'ha definito "forse il video musicale dei BTS più personale e in cui ci si riesce maggiormente a identificare finora", e Ellie Bate di BuzzFeed ha espresso un'opinione simile, ritenendo che "sembra intimo e personale in un modo che probabilmente non sarebbe stato possibile se la persona dietro la telecamera non fosse stata un membro stesso dei BTS". Ha ottenuto 71,6 milioni di visualizzazioni nelle prime ventiquattr'ore, diventando uno dei più visti su YouTube in tale lasso di tempo, e il 22 novembre ha raggiunto i 100 milioni. Dal caricamento al 25 febbraio 2023 ha accumulato oltre 500 milioni di contatti.
Il 21, il 26 e il 30 novembre sono state caricate online altre tre versioni del video, sempre dirette da Jungkook: la prima, intitolata "on my pillow", è ambientata interamente in una camera da letto con i membri del gruppo che si rilassano e scattano foto a vicenda; nella seconda, "in the forest", cantano seduti in un giardino con le colline alle spalle; la terza, "like an arrow", è un montaggio di loro foto in bianco e nero scattate durante le riprese degli altri video.
Il 31 dicembre 2020 è uscito il video musicale ARMY ver., realizzato utilizzando le clip dei fan che hanno partecipato alla "Life Goes On challenge" lanciata su TikTok con l'uscita del singolo. Il montaggio alterna i BTS e i membri del loro fandom mentre si dedicano a diverse attività creative tra cui calligrafia e pittura.

## Accoglienza
Recensendo per Teen Vogue, Natasha Mulenga ha parlato di Life Goes On come di "un'estensione naturale dell'ethos dei BTS; non sono mai stati un gruppo che si tiene alla larga dal condividere le proprie angosce e frustrazioni per la vita mentre dona simultaneamente speranza in forma di canzone", mentre su The Quietus Verónica A. Bastardo ha ritenuto che "cattura perfettamente l'essenza dell'album: un anno agrodolce con molte perdite ma comunque momenti di felicità e giorni migliori a venire". Per Aja Romano di Vox, è un pezzo "semplice e canticchiabile che trova la positività nella semplicità", mentre per Raisa Bruner del Time "è più calda e più leggera di ciò per cui i BTS sono forse più conosciuti sulle classifiche; sembra un maglione comodo, l'abbraccio di un amico". Eva Zhu di Exclaim! ha scritto che "sottolinea l'importanza dello stare insieme" come altre canzoni del gruppo, e che la chitarra acustica e la 808 la rendono "un'esperienza di ascolto facile". Dani Blum, per Pitchfork, ha scritto che "ogni barlume graduale di voci stratificate, ogni armonia lussureggiante che scorre sopra il controtempo delicato ricuce un'intimità", costruendo "speranza in tempo reale". Su Consequence, Mary Siroky l'ha definita "adorabile", ritenendo che "cattura il tema del disco splendidamente" e lodando la "performance vocale tipicamente sbalorditiva" di Jimin, ma ha espresso dubbi sulla sua capacità di restare impressa negli ascoltatori per il ritmo più tranquillo rispetto a canzoni precedenti del gruppo; in seguito ha cambiato opinione, dichiarando due anni dopo che la traccia "ha solo brillato di più con il tempo". Sophia Ordaz di Slant Magazine ne ha fatto una recensione contrastante, scrivendo che la base musicale più spoglia "purifica il palato e ricorda le esplorazioni hip-hop sottovalutate dei BTS pre-DNA come Just One Day", ma l'ha trovata "terapeutica come una tazza di tè". Yannik Gölz di Laut.de l'ha giudicata "insignificante".
Natalia Barr del Wall Street Journal l'ha inserita tra le canzoni migliori del mese, mentre The Line of Best Fit in posizione 25 nella top 50 dei pezzi più belli dell'anno, descrivendola come "più pensierosa e rilassata rispetto alla loro consueta estetica sciolta e carica di danza".
Il 18 marzo 2022, Rolling Stone l'ha inserita in posizione 89 nella lista delle 100 canzoni migliori del gruppo, scrivendo che "Mortificati dalla tragedia della pandemia, interpretano una ballad pop-R&B dalle sfumature acustiche per estendere il messaggio consolante del titolo che hanno espresso per la prima volta alla 75ª Assemblea generale delle Nazioni Unite. La voce struggente di Jimin spicca, ma V e Jin lasciano fluire la melodia, mentre RM, Suga, e J-Hope rappano come alleati sereni, rilassanti".

## Tracce
Testi e musica di Pdogg, RM, Ruuth, Chris James, Antonina Armato, Suga e J-Hope.
Download digitale e 7"
1. Life Goes On – 3:27

Musicassetta
Lato A
1. Life Goes On – 3:27

Lato B
1. Life Goes On – 3:27

## Formazione
Gruppo
- Jin – voce
- Suga – rap, scrittura
- J-Hope – rap, scrittura
- RM – rap, scrittura, arrangiamento rap, registrazione
- Park Ji-min – voce
- V – voce
- Jeon Jung-kook – voce, controcanto

Produzione
- Antonina Armato – scrittura
- Josh Gudwin – missaggio
- Chris James – scrittura
- Elijah Merritt-Hitch – assistenza al missaggio
- Pdogg – produzione, scrittura, tastiera, sintetizzatore, arrangiamento voci e rap, registrazione, editing digitale
- Ruuth – scrittura, controcanto
- Heidi Wang – assistenza al missaggio

## Successo commerciale
Negli Stati Uniti il singolo ha debuttato al vertice della Billboard Hot 100, segnando la terza numero uno del gruppo che si è distinto per essere stato il primo artista ad ottenere il più veloce accumulo di primi posti, in appena tre mesi, dai tempi dei Bee Gees che ottennero questo traguardo nel 1978; ha eguagliato anche i Beatles per aver ottenuto le prime numero uno nel più veloce tempo possibile. Inoltre è diventata la prima canzone non cantata in lingua inglese ad entrare in vetta alla classifica e la prima in coreano ad ottenere ciò. Life Goes On ha esordito alla cima della Digital Songs con 150 000 copie, al 14º posto della Streaming Songs con 14,9 milioni di riproduzioni e ha infine raggiunto 410 000 radioascoltatori. Il singolo è entrato simultaneamente anche in prima posizione sulle classifiche di Billboard Global 200 e Global 200 Excl. US, indicanti i pezzi di maggior successo a livello mondiale.

## Classifiche

### Classifiche settimanali
| Classifica (2020-22)  | Posizione massima |
| --------------------- | ----------------- |
| Argentina             | 59                |
| Australia             | 27                |
| Austria               | 34                |
| Belgio (Fiandre)      | 64                |
| Canada                | 8                 |
| Colombia              | 14                |
| Corea del Sud         | 3                 |
| Francia               | 80                |
| Germania              | 37                |
| Giappone              | 10                |
| Grecia                | 15                |
| India                 | 20                |
| Irlanda               | 19                |
| Italia                | 61                |
| Lituania              | 3                 |
| Malaysia              | 1                 |
| Nuova Zelanda         | 33                |
| Paesi Bassi           | 71                |
| Perù                  | 3                 |
| Regno Unito           | 10                |
| Repubblica Ceca       | 49                |
| Repubblica Dominicana | 24                |
| Singapore             | 1                 |
| Slovacchia            | 30                |
| Spagna                | 76                |
| Stati Uniti           | 1                 |
| Svezia                | 87                |
| Svizzera              | 23                |
| Vietnam               | 56                |

### Classifiche di fine anno
| Classifica (2020) | Posizione |
| ----------------- | --------- |
| Corea del Sud     | 199       |
| Classifica (2021) | Posizione |
| Corea del Sud     | 33        |

## Riconoscimenti
- Circle Chart Music Award[76]
  - 2021 – Canzone dell'anno – novembre
- Melon Popularity Award[77]
  - 30 novembre 2020
  - 7 dicembre 2020
  - 14 dicembre 2020
  - 21 dicembre 2020
  - 28 dicembre 2020

### Premi dei programmi musicali
- Inkigayo
  - 29 novembre 2020[78]
  - 6 dicembre 2020[79]
  - 13 dicembre 2020[80]
- Show! Eum-ak jungsim
  - 28 novembre 2020[81]
  - 5 dicembre 2020[82]
  - 12 dicembre 2020[83]
  - 2 gennaio 2021[84]
  - 9 gennaio 2021[85]
  - 16 gennaio 2021[86]